# 八德龍山寺
八德龍山寺為位於桃園市八德區大湳的龍山寺，係由馬祖南竿鄉牛峰境五靈公廟分香至此。
1960年代，馬祖牛角鄉親移至桃園八德定居，建立八德龍山寺。該廟於2019年1月重建完成，仿照牛峰境五靈公廟外觀，並舉行安座儀式，同年6月返鄉謁祖。

## 外部連結
- 桃園八德龍山寺 - 國家文化記憶庫2.0